# 馬卡里耶夫
57°53′N 43°48′E / 57.883°N 43.800°E
馬卡里耶夫 （俄语：Мака́рьев）是俄羅斯科斯特羅馬州南部的一個城市，位於溫扎河右岸，距科斯特羅馬東北180公里。2002年人口7,848人。
1439年建立，1778年設市。